# Pedro Bidagor
Pedro Bidagor Lasarte (San Sebastián, 12 de noviembre de 1906-San Sebastián, 14 de agosto de 1996) fue un arquitecto y urbanista español.Su trayectoria estuvo marcada por ser el impulsor del proceso de institucionalización del planeamiento urbano moderno en España durante la dictadura de Francisco Franco. En 1939 fue autor del denominado Plan Bidagor, plan urbanístico de Madrid que no se hizo efectivo hasta una década después en 1941. Realizó labores de consultoría urbanística en otras ciudades como Sevilla.

## Biografía
La labor de Bidagor se vincula a la ciudad de Madrid, a partir de sus estudios en la Escuela de Arquitectura de Madrid que realizó en el periodo comprendido entre 1922 y 1931. Al finalizar la Guerra Civil estuvo al frente de la oficina técnica de la Comisión de Reconstrucción de Madrid y dirigió el primer Plan General de Ordenación Urbana (1939-1946) y el impulso de la prolongación de la Castellana como columna vertebral del nuevo desarrollo urbano.
También intervino en el I Plan Director de Ordenación Urbana de San Sebastián (1962) y en el Plan de Ordenación Urbana de Guipúzcoa. Realizó el proyecto de la Escuela Técnica Superior de Ingenieros de Montes de la Ciudad Universitaria y elaboró la ampliación del edificio del Banco de Bilbao que se extendía por la calle Sevilla (1975-1981). Fue miembro del Instituto Francisco de Ibero.
Durante su etapa al frente de la Dirección técnica de la Comisaría de Ordenación de Madrid (1945-1956) se sentaron las bases de la política pública de suelo como brazo operativo del Plan General, de cuyos frutos la ciudad se ha beneficiado hasta hoy. Este compromiso con la gestión se amplió más tarde al frente de la Dirección General de Urbanismo y la Gerencia de Urbanización del Ministerio de la Vivienda (1957-1969) contribuyendo de manera decisiva a la consolidación de la nueva Ley del Suelo.

## Bidagor y el urbanismo de posguerra
Desde el siglo XIX la idea del plan urbanístico como proyecto capaz de imaginar y promover el futuro de la ciudad aparecería como utopía, en agudo contraste con la realidad de una gestión urbana fragmentaria, atrapada en la dualidad entre el crecimiento, apoyado sobre las pautas trazadas en los planos de Ensanche y la Reforma Interior de la ciudad existente. En las décadas previas a la Guerra Civil, la carencia de un verdadero Plan Urbanístico capaz de organizar la emergente metrópoli madrileña se hizo evidente, dando lugar a un concurso convocado por el ayuntamiento en 1929 en el que destacó, aunque no fue premiada, la propuesta del arquitecto y urbanista Secundino Zuazo con Hermann Jansen.
Desde su responsabilidad al frente de la Oficina Técnica de la Junta de Reconstrucción de Madrid (1939-1946), Pedro Bidagor plasmó el ideario del movimiento falangista dotándolo de una articulación técnica en el Plan General de Madrid, “haciendo que cada uno de los sectores uniformes y anárquicos de la urbe, se convierta en un miembro definido (por la) función que le corresponde en la misión conjunta de la ciudad como órgano del Estado”. Esta experiencia sentaría las bases del formato legal del planeamiento español en la futura Ley del Suelo (1956).
Es difícil valorar, desde la perspectiva actual, las dificultades e incertidumbre en las que hubieron de desarrollarse estos trabajos seminales. Queda su fruto: la apuesta por una geografía voluntaria que oponer a la improvisación o a la desidia; la irrenunciable necesidad de abordar los problemas del Gran Madrid en su conjunto (más allá de los límites administrativos municipales) y las pautas organizativas de la reconstrucción de Madrid hasta que las políticas sectoriales primero y la explosión metropolitana más tarde, acabaran con las ilusiones depositadas en la ciudad orgánica.
Pedro Bidagor permaneció en la capital durante todo el asedio franquista, aceptando la protección de la CNT, y a la vez perfilando junto a otros colegas la futura reconstrucción y urbanización de Madrid. Muguruza, que en algún momento era consciente de esta labor le encargó, al poco de la toma de Madrid, la redacción del Plan de Urbanismo de la capital, terminado en 1941 y publicado en 1942, pero la Ley de Bases necesaria para su aplicación no se aprobó hasta el 25 de noviembre de 1944. Su desarrollo y reglamentación también vio la luz con retraso, al publicarse por Ley de 1 de marzo de 1946, fecha definitiva de la aprobación del Plan General de Urbanización de Madrid y alrededores que afectaba a la capital y a 28 términos municipales limítrofes, anexionados a Madrid entre 1948 y 1954. El Plan sufrió un retraso fruto de la tirantez política y la necesidad práctica de poner de acuerdo a un número considerable de instituciones. Frente al sector falangista, que dominaba las Direcciones Generales del Ministerio de Gobernación, que aspiraba a reflejar en el entramado urbano el pensamiento nacional-sindicalista, se oponía el bando conservador, que tenía especial presencia en el Ayuntamiento de Madrid. El propio alcalde, Alberto Alcocer, había presentado públicamente otra propuesta de Plan de Ordenación de Madrid, obra del ingeniero municipal José Paz Maroto.
El Plan de Bidagor de 1941 superaba el sistema urbano del Ensanche, con su herencia de extrarradio obrero y suburbios míseros: 

"el surgimiento de los suburbios imposibilitó en Madrid el mantenimiento del trazado urbano en cuadrícula como fórmula práctica para ordenar la expansión de la ciudad ...la complicación creciente de la vida económica y social y sus repercusiones en la vida urbana...los avances técnicos...el desarrollo de los medios de comunicación y el impulso adquirido por la industria de la construcción comenzaban a romper los moldes tradicionales de la convivencia urbana. Se sustituye una ordenación geométrica por una organización funcional, dividiendo la ciudad en zonas para adoptar cada una un uso especializado. (...) La ilusión de planificar ciudades con una organización perfecta lleva incluso a la utopía de estimar que el establecimiento de ciudades ideales puede ser cauce viable para determinados tipos de redención social."

En teoría, Bidagor continuaba la idea de la superación clasista falangista en su ciudad utópica. En la práctica, el diseño que propone su Plan, y que sin reconocerlo en público continúa las ideas ya expuestas por el proyecto Zuazo-Jansen de 1929, disgrega el Ensanche burgués del extrarradio obrero a través de anillos verdes de separación. Anillos que también circundan las propuestas de barrios suburbiales y ciudades satélites en el entorno de Madrid, y que evitarían el crecimiento en mancha de aceite de las últimas décadas. Los poblados satélites, de nueva planta o aprovechando poblaciones limítrofes, eran núcleos más autónomos que absorberían el futuro crecimiento de la ciudad y se clasificaban en tres grupos dependiendo de su función: poblados de servicio de zonas industriales y militares (en torno a polígonos industriales): poblados de albergue de población obrera que trabaje en Madrid pero sin recursos para vivir en la ciudad (poblados obreros); y poblados de vivienda con menor densidad (ciudades jardín residenciales). Esta distribución clasista de los poblados satélites es contraria a las formulaciones falangistas, por lo que Muguruza no dudó en criticarlo, pues lo que debía lograrse era lo contrario de la división social. La postura falangista pretendía dotar de diversidad a los barrios, mientras que los sectores más próximos al capitalismo entendían la ciudad como resultado de la división de la sociedad en clases económicas. [cita requerida]
Falleció en 14 de agosto de 1996 en su ciudad natal, San Sebastián.